# Peter Creve
Peter Creve [uitspraak: 'peːtər 'krɛːvə] (Oostende, 17 augustus 1961) is een Belgisch voormalig voetballer die speelde als rechtshalf of linkshalf, en later rechtsachter.
Creve speelde voor onder meer KSK Beveren en Club Brugge. Met beide clubs werd Creve kampioen van België: eenmaal met Beveren en driemaal met Brugge.

## Clubs
Peter Creve (spreek uit als 'krijve') begon bij de jeugd van KSV Bredene, maar trok al snel naar de buren van AS Oostende. Hier debuteerde de in Oostende geboren Creve als tiener in de eerste ploeg. De jonge middenvelder maakte er indruk en genoot de interesse van enkele clubs. In 1980 verhuisde Creve naar KSK Beveren, waar hij een vaste waarde werd. 
In 1983 speelde hij de finale van de Beker van België. Beveren won met 3-1 van Club Brugge. Een jaar later werden de Waaslanders zelf kampioen.
In 1986 stapte Creve over naar Club Brugge. Het team onder leiding van de Nederlander Henk Houwaart kon naast Creve rekenen op onder andere Jan Ceulemans, Marc Degryse, Franky Van der Elst en Hugo Broos. Toch kreeg hij regelmatig speeltijd. Creve kon zowel op de linker- als op de rechterflank uit de voeten en werd gekenmerkt door zijn snelheid. 
In 1988 werd Creve met Club landskampioen en stuntte hij daarnaast Europees door in de UEFA Cup op miraculeuze wijze het Duitse Borussia Dortmund nog uit te schakelen na 3–0 verlies in de heenwedstrijd. Club Brugge won de terugwedstrijd met 5–0 na verlengingen waarin twee keer gescoord werd. Uiteindelijk zou het Spaanse Espanyol een horde te veel blijken. Een jaar later werd Houwaart opgevolgd door Georges Leekens. Ook onder hem speelde Creve regelmatig. In 1990 werd hij opnieuw kampioen met Club.
In 1991 volgde Hugo Broos, een gewezen ploegmaat van Creve, Leekens op. Dat resulteerde in een nieuwe landstitel. Creve was ondertussen omgevormd tot rechtsachter, maar kreeg concurrentie van onder andere Claude Verspaille en Dirk Medved. Hij kwam amper nog aan spelen toe. In 1994 zette hij een punt achter zijn carrière.

## Nationale ploeg
Creve kwam drie keer in actie voor de Rode Duivels.

## Erelijst
Kampioen van België
- KSK Beveren : 1984
- Club Brugge: 1988, 1990, 1992

Beker van België
- KSK Beveren: 1983
- Club Brugge: 1991